# 560-е годы
560-е (пятьсо́т шестидеся́тые) го́ды по юлианскому календарю — промежуток времени с 1 января 560 года по 31 декабря 569 года, включающий 560 год 6-го десятилетия   и с 561 по 569 годы    7-го десятилетия VI века 1-го тысячелетия.  Они закончились 1456 лет назад.

## Важнейшие события
- Аварский каганат (562/567—804/823; Баян I).
- 570 — в городе Мекка (ныне — Саудовская Аравия, Аравийский полуостров) родился Мухаммад, почитаемый мусульманами как пророк.

## 560
- Этельберт I[1] стал королём Кента.
- 560—616 — Этельберт, англосаксонский король Кента (ок. 552 — 616). Женат на Берте, франкской принцессе.
- Келвин стал королём Уэссекса.
- Ок. 560 — Синод в Брефи (Уэльс) против пелагианства. Активная роль св. Давида (Дафи; ок. 520 — ок. 589).
- 560 — Хлотарь казнит сына Храмна и его семью.

## 561
- 561—574 — Папа Иоанн III.
- св. Брендан (ок. 486 — ок. 578) основал монастырь в Клонферте (графство Гэлуэй).
- Король свевов Теодемир переходит в ортодоксальную веру.
- В Брешиа и Вероне остготы снова поднимают восстание.
- 29 ноября умер Хлотарь I, король Суассона, Реймса, Парижа и Орлеана.
- 561—567 — Король Аквитании и Парижа Хариберт I[2][3].
- 561—592 — Король Бургундии Гунтрам.
- 561—575 — Король Австразии Сигиберт I.
- 561—584 — Король Нейстрии (Суассона) Хильперик I.

## 562
- Сигиберт I[4][5][6][7] отражает нашествие аваров. Перенос Сигебертом I столицы из Реймса в Мец.
- Мир Византии с Персией. Границы империй не изменились.
- Силле удаётся изгнать японцев из Миманы.

## 563
- Колумба основал монастырь[8] на острове Айона.
- 563—567 — Тюркские отряды двинулись в Среднюю Азию и разгромили эфталитов. Иран смог присоединить Восточный Хорасан.

## 564
- Около 564 года — Восстание таифалов в церковном диоцезе Пуату.
- Юстиниан I запрещает византийским евреям праздновать пасху и есть мацу, если пасха приходилась на Страстную неделю.
- Нападение авар и славян на Фракию.

## 565
- 565—572 — Альбоин[9], вождь лангобардов.
- Начало походов лангобардов в Центральную Европу.
- Между 11 и 14 ноября — Смерть Юстиниана I. Императором провозгласил себя куропалат (начальник дворцовой охраны) Юстин, племянник Юстиниана.
- 565—578 — Император Византии Юстин II (ум.578, 4.10). Сын Вигиланции, сестры Юстиниана.
- Юстин II вызвал к себе с Дуная двоюродного брата Юстина, сослал в Александрию и велел убить.
- Смерть Флавия Велисария.

## 566
- Юстин II отказывается платить дань аварам. Авары заключили союз с Византийской империей.

## 567
- 7 мая умер Хариберт I, король Парижа
- Ок. 567 — Женитьба Сигиберта I на Брунгильде, дочери Атанагильда.
- Ок. 567 — Женитьба Хильперика I на Галсвинте, дочери Атанагильда. Хильперик расстался с прежними жёнами.
- 567—592 — Король Аквитании Гунтрамн.
- 567—586 — Король вестготов Леовигильд.
- 567—572 — Король вестготов Лиува I.
- 567/8 — Уничтожение гепидского королевства в Паннонии союзом лангобардов и аваров. Смерть короля Кунимунда. Женитьба Альбоина на принцессе гепидов Розамунде.
- После разгрома эфталитов тюрками Иран смог присоединить Восточный Хорасан.

## 568
- 1 апреля — Начало вторжения лангобардов в Италию.
- апрель. Начало исхода лангобардов из Паннонии.
- Авары начинают осваивать опустевшую Паннонию, по пути посягнув на владения Византии к югу от реки Савва.
- 20 мая. Альбоин берёт штурмом лимес Фриули.
- Лангобардами захвачена Аквилея, её патриарх нашёл убежище на прибрежном острове Градо.
- На смену Нарсесу в Италию прибывает префект Лонгин.
- Ок. 568 — Сигиберт I отражает нашествие аваров.
- Ок. 568 — Убийство Галесвинты наложницей короля Хильперика Фредегондой. Брак Хильперика и Фредегонды. Брунгильда требует мести. Начало войны Сигиберта и Хильперика.
- Образование Аварского каганата.
- Конец 560-х годов — Возникновение Аварского каганата с центром в Нижней Паннонии.

## 569
- Завоевание Северной и Центральной Италии вторгшимися лангобардами. Основание их королевства со столицей в Падуе.
- 3 сентября. Лангобарды захватили Милан.
- 569—572 гг. Альбоин осаждает Павию.
- Ок.569 — Синод в Керлеоне (Уэльс) против пелагианства.

## Родились
- Иаго ап Бели

## Скончались
- Габран
- Зосима Палестинский